# Millwood (Washington)
Millwood és una població dels Estats Units a l'estat de Washington. Segons el cens del 2000 tenia 1.649 habitants.

## Demografia
Segons el cens del 2000, Millwood tenia 1.649 habitants, 741 habitatges, i 457 famílies. La densitat de població era de 922,7 habitants per km².
Per edats la població es repartia de la següent manera: un 20,8% tenia menys de 18 anys, un 7,9% entre 18 i 24, un 30,1% entre 25 i 44, un 25,3% de 45 a 60 i un 15,9% 65 anys o més.
L'edat mediana era de 40 anys. Per cada 100 dones de 18 o més anys hi havia 91,8 homes.
La renda mediana per habitatge era de 34.565 $ i la renda mediana per família de 40.441 $. Els homes tenien una renda mediana de 31.292 $ mentre que les dones 22.500 $. La renda per capita de la població era de 17.911 $. Aproximadament el 8,0% de les famílies i l'11,0% de la població estaven per davall del llindar de pobresa.

## Poblacions més properes
El següent diagrama mostra les poblacions més properes.